# Jalisse
Jalisse ist ein italienisches Pop-Duo, das durch den Sieg beim Sanremo-Festival 1997 und seine Teilnahme am Eurovision Song Contest 1997 bekannt wurde.

## Geschichte des Duos
Das erste Mal trafen sich Alessandra Drusian und Fabio Ricci 1990 bei einer Plattenfirma in Rom. Drusian hatte Sängerwettbewerbe gewonnen und wurde zu einem Termin eingeladen, Ricci hatte grade seine erste Single mit der Gruppe Vox Populi veröffentlicht und stellte sich solo als Singer-Songwriter vor. 1992, anlässlich einer Fernsehshow, trafen sie wiederum aufeinander und beschlossen, musikalisch gemeinsame Wege zu versuchen.
Als Jalisse, 1994 ins Leben gerufen, nahmen sie am Sanremo-Festival 1996 teil. Ihr Lied Liberarmi blieb weitgehend unbeachtet, doch das Duo erhielt die Möglichkeit, beim Festival 1997 in der Hauptkategorie teilzunehmen. Die Festivalteilnahme 1997 sollte die Karriere von Jalisse beflügeln: Mit dem selbst geschriebenen Song Fiumi di parole wurden sie Sieger vor bekannten Musikern wie Patty Pravo, Nek, Al Bano oder Anna Oxa. Im selben Jahr erschien das Debütalbum Il cerchio magico del mondo des Duos, die mittlerweile auch privat gemeinsame Wege gingen. Das Festival von Viña del Mar in Chile und der Eurovision Song Contest 1997, bei dem sie als Mitfavoriten letztlich den vierten Platz erreichten, machten Jalisse einem Millionenpublikum bekannt.
Ab 1999 legten die beiden eine musikalische Schaffenspause zur Familienplanung ein. Alessandra Drusian trat allerdings immer wieder als Schauspielerin in diversen Programmen auf, bis sie sich entschieden, der richtige Zeitpunkt sei gekommen, ein neues musikalisches Produkt in Angriff zu nehmen: 6 desiderio, die Single, mit der sie sich auf dem italienischen Musikmarkt zurückmeldeten. Ein weiteres Album von Jalisse erschien im September 2006 unter dem Titel Siedi e ascolta, es war allerdings größtenteils eine Neuauflage des Debütalbums. Nach einer erfolglosen Bewerbung für das Sanremo-Festival 2007 veröffentlichte das Duo 2009 mit Linguaggio universale ein weiteres Album.

## Diskografie
Alben
- 1997: Il cerchio magico del mondo
- 2006: Siedi e ascolta
- 2009: Linguaggio universale